# Фиркович, Симон
Симон (Шемая́) Фирко́вич (1897, Троки, Виленская губерния — 1982, Вильнюс) — караимский газзан, писатель, поэт.

## Биография
Родился 28 ноября 1897 года в Троках. Отец — Авраам Юлианович Фиркович (1853—1933), шамаш трокской кенассы (1898—1902). В 1914 году эвакуирован в Крым вместе с семьёй. Учился в Александровском караимском духовном училище в Евпатории, которое окончил в 1919 году. В 1920 году вернулся в Троки, где был избран священнослужителем, позднее начальником и секретарём караимского духовного управления. Был директором и учителем караимской школы религии и языка в Тракае. До своей смерти он был главным священнослужителем тракайской кенассы — газзаном.
Деятельность Симона Фирковича не ограничивалась Тракаем. В национальной и религиозной сферах он тесно сотрудничал с другими караимскими религиозными общинами, существовавшими до войны в Вильнюсе, Луцке, Галиче и Паневежисе. В 1932 году вместе с другими он основал Общество друзей истории и литературы вильнюсских караимов. В межвоенные годы в Тракае началось строительство Караимского национального музея (сейчас в этом помещении размещена экспозиция караимского быта и культуры Тракайского исторического музея). После начала войны, и особенно в послевоенный период, связи между общинами были разорваны, а общая религиозная и национальная жизнь караимов распалась. Осталась только одна действующая Тракайская кенасса только потому, что Симон Фиркович не отказался от своих обязанностей и оставил её единственной действующей на территории бывшего Советского Союза и полностью заботился о верующих. В советское время тайно совершал религиозные обряды в тракайской кенассе.
Симон Фиркович много сделал как учитель родного языка и караимской религии, знаток фольклора и хранитель рукописей. Его коллекция караимских рукописей в 1983 году передана в фонды Отдела рукописей Центральной библиотеки Литовской академии наук. Составил сборник караимских молитв и гимнов на караимском языке «Колтхалар» (1935). В 1938 году написал книгу о польских караимах «O karaimach w Polsce» (1938).
Симон Фиркович был не только священнослужителем и учителем. Большую культурную ценность представляет оригинальное творчество – поэзия, драматургия, переводы. Он написал пьесы для любительского театра: «Две жизни» («Эки тирлик») (1935), «Домашний друг» («Досту ювнюн») (1937), «Настоящая зарплата» («Керти йал») (1938). Они упоминают реальные факты из жизни тракайской караимской общины, высмеивая человеческие пороки.
По имеющимся сведениям, Симон Фиркович написал две баллады о князе Витовте. Одна из них называется «Аланкасар», другая, ещё более популярная, в переводе на литовский язык Альфонсаса Буконтаса — «Волшебный конь великого князя» («Батыр бийнин тамаша аты»). В основе этого произведения лежит легенда о коне князя Витовта, который спас тракайских караимов от наводнения. Симон Фиркович переводил на караимский язык стихи литовских, польских и русских поэтов, а также произведения Адама Мицкевича. Умер 6 апреля 1982 года в Вильнюсе. Похоронен на Тракайском Караимском кладбище.
В 1997 году в Тракае на Караимской улице на доме № 42 была открыта мемориальная доска Симону Фирковичу.

## Семья
Жена — София Фиркович (урожд. Дубинская; 1901—1978).
- Дети — Нина,  Ада,  Иосиф (1925—2009; газзан в Тракае),  Ромуальд,  Александр  и  Юлиан (умер в детстве)[4].